# ワリオ
ワリオ（Wario）は、任天堂が発売しているコンピュータゲームシリーズであるマリオシリーズに登場する架空の人物で、同社の登録商標（第3211920号ほか）。

ワリオのイニシャルマーク

## 概要
初登場は1992年10月21日発売のゲームボーイ用アクションゲーム『スーパーマリオランド2 6つの金貨』。同シリーズの主人公であるマリオに敵対する、それまでのシリーズ作品のものとは異なるタイプのボスキャラクターとして誕生した。キャラクターデザインをしたのは任天堂に所属するグラフィックデザイナーの清武博二で、単に怖いボスキャラクターを出しても面白くないためマリオのような格好の大きいキャラを考えてみようと簡単なラフを描いたのがきっかけとなった。清武自身がモデルとされることも多いが、本人は否定している。
初出の『スーパーマリオランド2』ではマリオ城を乗っ取りマリオランドの住民達に魔法を掛けて手下にするという悪役で、1993年発売の『マリオとワリオ』でもマリオ達にバケツを被せて妨害するという悪役であった。しかし、1994年発売の『スーパーマリオランド3 ワリオランド』にてマリオに代わって主人公を務め、それ以降、自身の名を冠した『ワリオランド』や『メイド イン ワリオ』シリーズが展開されることになる。また、その他のマリオシリーズ作品にもたびたび登場しており、プレイアブルキャラとしての登場がメインとなったことでストーリー上の悪役として登場する事は殆ど無くなった。マリオのライバルとして紹介されることが多いが、殆どが自称ライバルという扱いである。
名前の由来は「悪い」（Warui）と「マリオ」（Mario）の合成であり「マリオに似た悪役キャラ」というコンセプトをそのまま表した名前である。また、「マリオ」のローマ字表記「MARIO」の「M」を上下反転すると「WARIO」となり、「マリオの逆」という意味も含む。なお、清武いわくかなりいい加減にデザインが決まったらしく、ワリオという名も仮名だったのがいつのまにか正式名になっていたという。

## プロフィール
ワリオは他のマリオシリーズのキャラクターと比べ個性が詳細に設定されている。しかしワリオ自身は設定と矛盾するような言動や行動を幾度か起こしており、設定の殆どが本人の口から語られたものなので、真偽は不明。
職業
トレジャーハンター、冒険家、ゲーム会社「ワリオカンパニー」社長。
好きな食べ物
ニンニク（『ワリオランド』、『ワリオランド3』でのパワーアップアイテム）、クレープ。
他にはレバニラ、ライスカレーなど。
嫌いな食べ物
スーパーキノコ。本人曰く一度に百個食べた時に流石のワリオも腹痛になり、一週間中毒状態になったから。
他にはピーナッツチョコレート、マロングラッセ、ピーマンなど。
嫌いな物（主に食べ物以外）
マリオ（ただしワリオの気分と状況によっては、仲良く接している場合もある）。嫌いなアルファベットも「M」と答えている。
他には頭の良い奴、大金持ちでケチな奴、集団で行動する奴、政治家、ジグソーパズルなど。
好きな言葉
ボロ儲け、濡れ手に粟、一攫千金、食べ放題、小銭、手下、世界征服、便器の上にも3か月。
特技
馬鹿力、大食い。
好きなこと
競馬、プロレス観戦。
嫌いなこと
音楽鑑賞（しかしレコードは好き）、団体行動。
住んでいる所
ダイヤモンドシティにある自分のアジト、もしくはワリオランド

## 特徴

### 外見
基本的な服装はマリオに似ており、主に「W」の字が書かれた黄色の帽子と黄色のシャツ、赤紫色のオーバーオール、緑色の靴を着用する。とがっている耳と割れ顎をもち、ピンク色でニンニク型の大きな鼻の下にはジグザグ型のヒゲが生えている。この鼻とヒゲはしばしばワリオを表すシンボルマークとして使われる。最初期のワリオは現在より鼻が少し長く目が斜視だったが、『マリオカート64』以降から現在の姿になる。
『ワリオランドアドバンス ヨーキのお宝』公式サイトによると、ヒゲの長さは片方で13cm。同ページ内の質問コーナーにて「実はヒゲではなくハナゲではないか」という質問の回答には「ナイショ」と答えているが、後に『怪盗ワリオ・ザ・セブン』で「ファラオのハナゲ」というお宝に対するコメントとして「すごいちぢれたハナゲだ! オレさまのハナゲのほうがカッコいいぞ!」と発言している。
体格は大柄で、スポーツ系のゲームソフトに登場する際には重量級キャラ・パワー型キャラに分類されている。身長はマリオより高く、体重に関しては『ワリオワールド』の取扱説明書によると（本人は着ぶくれと否定しているものの）140キログラム以上。『マリオテニスGC』のオープニングムービーでは巨大なバーベルを持ち上げているが、エンディングのNG集ではバーベルを持ち上げたその瞬間に携帯電話が鳴り片手でバーベルを支えている(ただしこの時は映画の撮影という設定であるため、軽い偽物のバーベルの可能性も考えられる)。握力は80キログラム以上あり、リンゴなどなら簡単に握りつぶしてしまう。
『ワリオランド』シリーズでは敵から攻撃を受けても死なず、攻撃の種類により様々な姿に変身する。この能力についてワリオは「死にたくないから不死身になった」と説明している。

### 服装
ワリオの服装は、『マリオシリーズ』ではマリオに似たオーバーオールを、『メイド イン ワリオシリーズ』ではバイカーファッション風の衣装を主に身につけている。
『マリオシリーズ』では、黄色の帽子に黄色の半袖シャツ、紫色（初登場時は赤色）のオーバーオール、白い軍手、緑色の靴を着用している。これは元々が「マリオの偽者」として作られたということに起因したデザインである。なお、『メイド イン ワリオ』の公式サイトでは、ワリオ自身がこのオーバーオール姿のことを「冒険服」と言っている。
『メイド イン ワリオ』シリーズではオーバーオール姿での登場はほとんどなく、ゴーグル付きヘルメット、青いシャツに袖なしのデニムジャケット、ピンク色のジーンズ、黄色のフィンガーレスグローブ、青い靴を着用した姿で登場している。『うつすメイドインワリオ』では服装が変更されて、ズボンはそのままに山吹色のタキシードやシルクハットを身に着けた礼服姿となる。『メイドイン俺』では更に『うつす』を基にしつつも細部のデザインが変更された白い礼服となった。
大乱闘スマッシュブラザーズシリーズにおける姿は『メイド イン ワリオ』バージョンがもとになっているが、キャラクター選択画面にてオーバーオール姿に変更することもできる。

### 性格
一人称は「オレ様」で、テレビCMなどにおける口癖は「オレだよ、ワリオだよ!」。
行動および発言は極めて下品で、人前で鼻ほじりやオナラをするのは当たり前。逆に上品な事は苦手らしく、『ワリオランド3』のチラシでは無理に敬語を話そうとして途中で諦めたり『マリオゴルフ ワールドツアー』では高級ゴルフクラブ内にて「居心地が悪い」「食べ放題じゃなければとっくにドロンしている（その場から立ち去る）」と語っている。
本人は自分の不潔さ・臭いを全く気にしておらず（本人は10日に1度は服を洗濯すれば清潔だと思っている）、布団を天日干しした際にあまりの臭いに町中に異臭騒ぎが起こって捕まったことがある。『ワリオワールド』の説明書では「虫歯菌すらも食べてしまうため虫歯にはならない」と豪語しているが、その後『さわるメイドインワリオ』にて虫歯になっている。
金儲けの手段として、世界各地で宝探しの冒険を行っている。また、『メイド イン ワリオ』シリーズでは会社を立ち上げゲームソフトの販売を行っているが、ゲーム作りは社員に任せタダ働きさせている（『メイド イン ワリオ ゴージャス』では賃金未払いをほのめかすワリオを社員たちが捕まえバイト代の確保に成功している）。
『怪盗ワリオ・ザ・セブン』ではテレビ番組の世界へ侵入することのできる「テレメット」を発明したり、『マリオスタジアム　ファミリーベースボール』では宝箱をピッキングで開けたり、磁石を利用して発電機を修理するなど手先が器用な描写がある。『ゲーム&ワリオ』では一人で黙々とプログラミングに勤しむ姿も見られる。
行動の原点はほとんどの場合金稼ぎやお宝集めではあるものの、『ワリオランド』シリーズでは宝物に封印された人々を解放する等、結果的に人助けをすることも多い。また『スーパーマリオ64DS』では動機は不明ながらキノコ城のパワースターを取り戻すためにマリオ、ルイージ、ヨッシーと協力し、『伝説のスタフィー3』ではスタフィーに特殊攻撃やボスの倒し方を教えたり帽子やゲームソフトをプレゼントしたりする行動を見せる。
『ワリオランド2 盗まれた財宝』以降に発売されたワリオ主役作品の取扱説明書や公式サイトでは、大部分がワリオ自身が説明している体裁になっており、ゲーム内での自身に対する杜撰な扱い（敵の攻撃による変身）などに対して悪態をつくこともある。

### 趣味・嗜好
手に入れた金銭の多くは主に食べ物に費やされ、ワリオの手元に長く残ることはほとんどない（本人いわく「エンジェル係数（エンゲル係数の誤り）が高い」）。
スーパーキノコは、ワリオ曰く一度に100個食べて腹を壊したため嫌っているが、キノコそのものが嫌いというわけではなく、松茸は好きだと語っている。酒にはあまり強くなく、『ワリオランド2 盗まれた財宝』で敵からビールをかけられるとすぐに千鳥足になるほど泥酔し、取扱説明書でも「お酒はチビチビ飲むものだ!」と主張しているが、「最後の一滴まで飲み干せ!」とも言っているため、酒自体は好きなようである。
『メイドイン俺』劇中で音楽は苦手だと公言しているが、レコードの音楽が好きであったり、プロレス中継を見つつ演歌を流しながらの筋力トレーニングを日課としていたり、『メイド イン ワリオ』シリーズでは自宅にステレオスピーカーが置いてあったりする。

### 乗り物
初期の作品では主にブルドッグ号というプロペラ機を乗り回しており、ワリオの主な移動手段として利用されていた。『ワリオの森』や『マリオとワリオ』の頃は中翼機だったが、『ワリオランド3 不思議なオルゴール』以降は複葉機にデザインが変わっている。攻撃やエンジントラブルでよく墜落しており、『ワリオランド3』の物語のきっかけもエンジントラブルで偶然オルゴールのある森に墜落したことにある。
『マリオカート ダブルダッシュ!!』や『ワリオランドアドバンス ヨーキのお宝』では「ワリオカー」という紫色のオープンカーが登場するが、後者では難易度によってエンディングで乗る車がワリオカーではなくトラックや半重力カーに変化する。後に『メイド イン ワリオ』の公式ホームページにてクライゴアが設計した1500馬力のモンスターマシンという説明がなされた。自動車教習を担当したのはドリブルとスピッツで、二人曰く覚えが悪く、やる気が感じられないらしい。『マリオカート ダブルダッシュ!!』では重量級マシンとして登場しているが、重量級マシンの中では扱いやすい性能になっている。
『メイド イン ワリオ』以降は同じくクライゴアが設計した排気量5000ccで350馬力のモンスターマシン「ワリオバイク」を利用することが多い。ハーレーを彷彿とさせるチョッパーバイクであるが、特殊な体型のワリオでも運転できるようアッパーコントロールペダルやハンドルの位置が調整されている（設計したクライゴア曰く「ワリオの短足に合わせるのに苦労した」）。『スマブラ』でもワリオの横必殺ワザとして登場。こちらは全体に炎をあしらったペイントが施されているなど派手なデザインになっている。『マリオカートWii』では他の重量級用マシンと比べ、スピードが控えめで加速とハンドリングが高く操縦しやすいという、こちらも本来の設定とは正反対の性能になっている。
『ワリオランドシェイク』の一部ステージでは、ワリオの顔をあしらったデザインのワリオサブマリンという小型潜水艦に乗り込むことになる。

## 派生型のワリオ
『ワリオランド』シリーズにおけるアイテム変身であるブルワリオ、ジェットワリオ、ドラゴンワリオは『スーパーマリオランド3 ワリオランド』を参照。『ワリオランド アワゾンの秘宝』ではジェットワリオに代わってイーグルワリオが登場している。

### チビワリオ（ちびワリオ）
『スーパーマリオブラザーズ』などの通常状態のマリオ、いわゆる「ちびマリオ」のワリオ版ともいえる状態。通常のワリオとは異なり帽子を被っておらずモヒカン刈りのような髪型をしている。
初登場はワリオのデビュー作である『スーパーマリオランド2 6つの金貨』。マリオ城でのマリオとの連戦の末に敗北したワリオは、この姿になった状態で号泣する。自分の悪事を反省している様子であったが、直後に靴の片方をマリオに投げつけ、舌を出して笑いながらマリオ城から逃亡するという結局反省していない様な姿を見せる。
続編にてワリオが主役になった第1作目『スーパーマリオランド3 ワリオランド』では、ワリオがダメージを受けてパワーダウンした状態として登場し、この状態で更にダメージを受けるとミスになってしまう。続編『ワリオランド2 盗まれた財宝』では、特定の敵が放つ魔法を受けるとこの姿となり、タックル攻撃が使えなくなるもののジャンプ力が上昇して狭い場所に入れるようになるなど、ステージ攻略に必要な能力変化が加わる。以後の『ワリオランド』シリーズには登場していない。
『おどる メイド イン ワリオ』では最後のステージに登場。ペニーのつくったバイクに乗った際、なぜかマシンに取り込まれてこの姿になってしまうと共に、大量に分裂した。詳細は「メイド イン ワリオシリーズ#登場キャラクター」を参照。
『ワリオランド』では「チビワリオ」、『メイド イン ワリオ』では「ちびワリオ」の表記が使われている。

### ワリオマン
『まわるメイドインワリオ』以降のメイド イン ワリオシリーズに登場。作品ごとに異なるが何かしらの強烈な要因により、（自称）正義のヒーローに変身したワリオ。
ニンニク柄が入ったピンク色の全身タイツに紫の覆面とマント（『大乱闘スマッシュブラザーズX』登場時はマントに彼の顔が描かれている）に身を包んだ、アメリカン・コミックスのヒーローのような格好をしている。飛行能力など新たな能力を得ているが、飛行の高度限界が地上数十センチであるなど、ほとんどパワーアップは遂げていない。
大乱闘スマッシュブラザーズシリーズではワリオが各キャラクター固有の大技・最後の切りふだを使用した際にも変身して姿を見せる。こちらは大幅にパワーアップを遂げる。
詳細は「メイド イン ワリオシリーズ#登場キャラクター」も参照。

### ベビィワリオ
『ヨッシーアイランドDS』で初登場した幼少時代の姿。一度カメックに捕まったのだが、その時にオナラをし、あまりに臭くて落とされてしまった。磁石を持っていて、近くにあるコインや鉄のリフトなどを近くに引き寄せる。エンディングでは、ベビィクッパたちが隠していた金銀財宝を奪おうとしていた。この頃から、お金やお宝が好きだった模様。
『ヨッシーアイランドDS』以降登場していなかったが『ドクターマリオワールド』にて2020年6月26日よりプレイアブル参戦。『ヨッシーアイランドDS』以来約13年ぶりの登場となった。

### 怪盗ワリオ
『怪盗ワリオ・ザ・セブン』に登場。テレビアニメ『紳士怪盗アルデンテ』の世界に突入し、本来の主人公である怪盗アルデンテから変身アイテムである生きた杖「ステッキオ（メタモルステッキ）」を強奪、自身が使用して怪盗姿に変身したワリオ。タイトル画面のテーマソングでは「おしゃれ怪盗ワリオ・ザ・セブン」という肩書きになっている。
服装は通常のワリオとほとんど同じだが、帽子を被っておらず、額部に羽根飾りがついた紫色の覆面をしている。また、ステッキオの力によってここから更に別の姿へと変身することもでき、「ワリオ・ザ・セブン」というように7つの変身姿を持つ。変身の詳細については「怪盗ワリオ・ザ・セブン#変身」を参照。

### キャプテンワリオ
『ゲーム&ワリオ』に登場（『怪盗ワリオ・ザ・セブン』に同名の変身が登場しているが別物）。
暇つぶしにドライブに出かけたワリオが、たまたま通りかかった店に飾られていた海賊衣装を気に入り、購入して着用した姿。ただのコスプレであるが、デフォルメされた姿で作中のゲーム『パイレーツ』にて攻撃方向を指示するキャラクターとして登場する。
『パイレーツ』が大ヒットした際にワリオはおもちゃ屋へこの衣装で行った為、子供たちに敵キャラクター扱いされて攻撃を食らい、吹き飛ばされてしまった。

### ワリオデラックス
『メイド イン ワリオ ゴージャス』に登場。ラックス村から盗んだ金色の壺をかぶり変身した姿。壺を取り返すためにラックス村からやってきた少女ルールーと対決する。なお、この壺はのちにおまるだと判明する。

## 関連人物
ワリオカンパニーの社員
いずれもワリオの知り合い（一部は知り合いの知り合い）で、ワリオがゲームを作る際に呼び集められる。
詳細は『メイド イン ワリオシリーズ#登場キャラクター』を参照。
キャプテン・シロップ
『ワリオランド』シリーズの一部作品に登場する女海賊で、ブラックシュガー団の首領。ワリオ初主役の『スーパーマリオランド3 ワリオランド』でピーチ姫型の巨大黄金像をキノコ王国から盗み出したが、ワリオが黄金像を城の建設資金として狙って襲撃し、一団や拠点を壊滅させられた。『ワリオランド2 盗まれた財宝』では軍団を再編しており、ワリオの行動によって結末が変化する。『ワリオランドシェイク』では、ワリオの行動を誘導した上で軍団を率いず単独で行動している。
マリオ
マリオシリーズの主役でワリオのライバル。『ワリオランドアドバンス ヨーキのお宝』の公式サイトではワリオがマリオのことを「幼なじみ」と語っているが、マリオシリーズ公式サイト「マリオポータル」では「自称マリオの幼なじみ」と紹介されている。一方、『ヨッシーアイランドDS』では、ともに赤ん坊のマリオとワリオが共演している。
ワリオの初登場作品『スーパーマリオランド2 6つの金貨』の公式サイトではマリオがワリオのことを「ボクの姿をマネした悪いやつ」と語っている。ワリオはマリオをライバル視しているとされてるが、『ワリオランドアドバンス ヨーキのお宝』公式サイトにて「何故マリオをライバル視するのか?」という質問に対しワリオは「オレ様ははじめから、マリオなんて眼中になーい!!」と回答している。一方、『スーパーマリオ64DS』では理由は不明ながらもピーチ救出のためワリオがマリオらとともに冒険する。
ワルイージ
ワリオの相棒で自称ルイージのライバル。初登場の『マリオテニス64』以降、「マリオテニス」「マリオゴルフ」シリーズなどで共演する。『マリオゴルフ ファミリーツアー』『マリオテニスGC』のオープニングムービーでは2人のやりとりがメインに据えられていたり、「マリオ&ソニック」シリーズのストーリーモードでも相性の良いコンビとしての登場が多いが、『マリオ&ソニック AT ロンドンオリンピック』の3DS版のエピソードモードでの二人の会話によるとお互いに損得勘定でコンビを組んでいる模様。ワリオと容姿が似ているが血縁関係はなく、『マリオ&ソニック AT バンクーバーオリンピック』では「ワリオとは兄弟ではない」と説明されている。
ルイージ
マリオの双子の弟。『マリオテニス64』のオープニングムービーでは、ワリオ・ワルイージのペアとマリオ・ルイージのペアが対立する場面がある。一方で、『スーパーマリオ64DS』では「キングアイスどんけつ」に閉じ込められたワリオを救出している。
ピーチ
キノコ王国のお姫様。『マリオパーティ』シリーズでコンビを組む際や『スーパーマリオスタジアム』シリーズでは相性が悪いが、ワリオがピーチの事を「ガールフレンド」と言ったり『いただきストリートDS』でピーチに対してキスを求めたりする場面もある。
『スーパーマリオランド3 ワリオランド』には本人は登場しないものの、ピーチの姿を模した巨大な黄金像が登場する。
クッパ
クッパ軍団の首領。『スーパーマリオ64DS』ではワリオがクッパにより捕らえられる。一方で、『マリオテニスGC』のオープニングムービーではワリオ・ワルイージと手を組んでマリオたちを攻撃する。また、『スーパーマリオスタジアム ミラクルベースボール』のチャレンジモードのエンディングではクッパがワリオとワルイージを引き連れている光景が見られる。
キャサリン
ピンク色の恐竜。『ワリオの森』に登場するがストーリーには全く関わらず、画面の端でキノピオを応援している。『スーパーマリオスタジアム ファミリーベースボール』ではワリオと相性が悪い設定になっている。
テレサ
オバケ。『スーパーマリオランド2 6つの金貨』での手下（ただしワリオの魔法で洗脳されているという設定である）。『マリオテニス64』でダブルスを組んでおり、『スーパーマリオスタジアム ミラクルベースボール』では相性が良い設定になっている。
ワンダ
『マリオとワリオ』に登場する妖精。
ブワリオ
『マリオ+ラビッツ キングダムバトル』に登場するキャラクター「ラビッツ」の一種で、ワリオのような姿をしている。ワルイージに似た「ブワルイージ」とともに「メガドラゴン」の部下となりマリオたちとの戦いに挑む。

## 登場作品

### ワリオが主役として登場する作品
アクションゲーム
- ワリオランドシリーズ、またはそれに準ずるアクションゲーム
  - スーパーマリオランド3 ワリオランド
  - バーチャルボーイワリオランド アワゾンの秘宝
  - ワリオランド2 盗まれた財宝
  - ワリオランド3 不思議なオルゴール
  - ワリオランドアドバンス ヨーキのお宝
  - ワリオワールド
  - 怪盗ワリオ・ザ・セブン
  - ワリオランドシェイク
- メイド イン ワリオシリーズ
  - メイド イン ワリオ
  - あつまれ!!メイド イン ワリオ
  - まわるメイドインワリオ
  - さわるメイドインワリオ
  - おどる メイド イン ワリオ
  - うつすメイドインワリオ
  - メイドイン俺
  - ゲーム&ワリオ
  - メイド イン ワリオ ゴージャス
  - おすそわける メイド イン ワリオ
  - 超おどる メイド イン ワリオ

パズルゲーム
- ワリオの森（悪役として登場。主人公はキノピオ）

### マリオシリーズでの登場作品
- スーパーマリオランド2 6つの金貨（ボスとして登場）
- マリオとワリオ（演出上の悪役として登場）
- マリオのスーパーピクロス
- ピクロス2
- スーパーマリオ64DS
- マリオカートシリーズ（『マリオカート64』以降、『ライブホームサーキット』を除く）
- マリオパーティシリーズ（『マリオパーティ アドバンス』を除く）
- マリオゴルフシリーズ（『マリオゴルフ64』以降）
- マリオテニスシリーズ（『マリオテニスアドバンス』を除く）
- マリオストライカーズシリーズ
- スーパーマリオスタジアムシリーズ
- Dance Dance Revolution with MARIO（ボスとして登場）
- New スーパーマリオブラザーズ（ミニゲームのみ）
- マリオバスケ 3on3
- MARIO SPORTS MIX
- マリオスポーツ スーパースターズ
- ヨッシーアイランドDS（ベビィワリオとして登場）
- スーパーマリオメーカー（「キャラマリオ」の一種として登場）
- ドクターマリオ ワールド

### その他の登場作品
- パイロットウイングス64（リトルステイツの彫刻として登場）
- Wario Blast（『ボンバーマンGB』の海外版でワリオが登場し、ボンバーマンと共演している）
- ゲームボーイギャラリーシリーズ（『2』以降）
- NINTENDOパズルコレクション
- 伝説のスタフィー3
- 役満DS
  - Wi-Fi対応 役満DS
- いただきストリートDS
- いただきストリートWii
- 大乱闘スマッシュブラザーズシリーズ
  - 大乱闘スマッシュブラザーズX
  - 大乱闘スマッシュブラザーズ for Nintendo 3DS / Wii U
  - 大乱闘スマッシュブラザーズ SPECIAL
- マリオ&ソニックシリーズ
  - マリオ&ソニック AT 北京オリンピック
  - マリオ&ソニック AT バンクーバーオリンピック
  - マリオ&ソニック AT ロンドンオリンピック
  - マリオ&ソニック AT ソチオリンピック
  - マリオ&ソニック AT リオオリンピック
  - マリオ&ソニック AT 東京2020オリンピック
- 星のカービィ ウルトラスーパーデラックス（モードの一つ「はるかぜとともに」に含まれるサブゲームの観客として登場）
- リズム天国 ザ・ベスト+（ワリオマン、ちびワリオとして登場）

## 担当声優
- 大塚周夫 - 店頭ビデオ、ゲーム（サテラビュー）、TVCM
- トーマス・スピンドラー - 日本版『マリオカート64』、『マリオパーティ』、『マリオパーティ2』、『マリオカートアドバンス』
- チャールズ・マーティネー - 海外版『マリオカート64』から『マリオストライカーズ バトルリーグ』までのほぼ全てのゲーム作品
- 近藤浩徳 - 「メイド イン ワリオシリーズ」（日本版『メイド イン ワリオ ゴージャス』以降[17]）
- ケビン・アフガニ - 英語版『超おどる メイド イン ワリオ』以降のゲーム作品

ゲーム作品ではチャールズ・マーティネーが専任声優として、1997年から2022年まで声を担当していた。2023年からはマリオ役を引き継いだケビン・アフガニが同様にワリオ役も引き継いでいる。
メイド イン ワリオシリーズでは、2018年の『ゴージャス』以降日本語音声がつくようになり、近藤浩徳が声を担当している（英語版では『おすそわける メイド イン ワリオ』までは引き続きチャールズが声を担当。『超おどる メイド イン ワリオ』ではケビンが声を担当）。